# Pocket Coffee

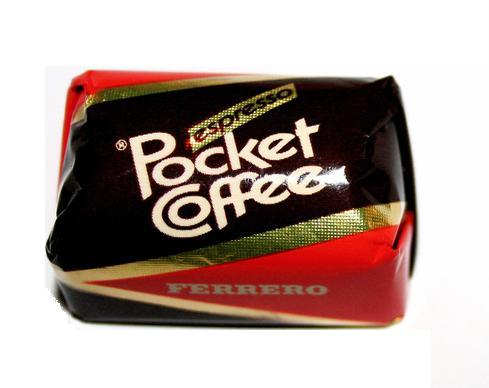
Un Pocket Coffee.

Pocket-Coffee è un tipo di cioccolatino prodotto dalla Ferrero, commercializzato in Italia a partire dal 1968.

## Descrizione
I cioccolatini Pocket Coffee, confezionati singolarmente, consistono in un involucro di cioccolato al latte ripieno di caffè zuccherato. 

## Storia
William Salice, braccio destro del proprietario della Ferrero, Michele, disse in un'intervista che l'idea gli venne quando notò che non c’erano i bar negli Autogrill. Si era negli anni 60 e l'Autogrill era una novità in via di rodaggio: Michele Ferrero aveva in mente un prodotto per chi, come i camionisti, doveva affrontare giornate di fatica e lavoro. Anche lo slogan, che ha accompagnato per molti anni le campagne pubblicitarie, è stato ideato da Michele Ferrero “L’energia del cioccolato e la carica del caffè”.
Per molti anni è stato molto difficile reperire i Pocket Coffee fuori dall'Italia, e benché la distribuzione sia ancora molto limitata, è possibile trovarli in alcuni negozi alimentari online. La produzione limita la vendita ai mesi non estivi (come per Ferrero Rocher, Mon Chéri e Raffaello), ovvero da ottobre a maggio.
Dal 2015 è stata introdotta la vendita della versione con caffè decaffeinato.